# Boomer (haut-parleur)
Pour les articles homonymes, voir Boomer.
Pour un article plus général, voir Haut-parleur.

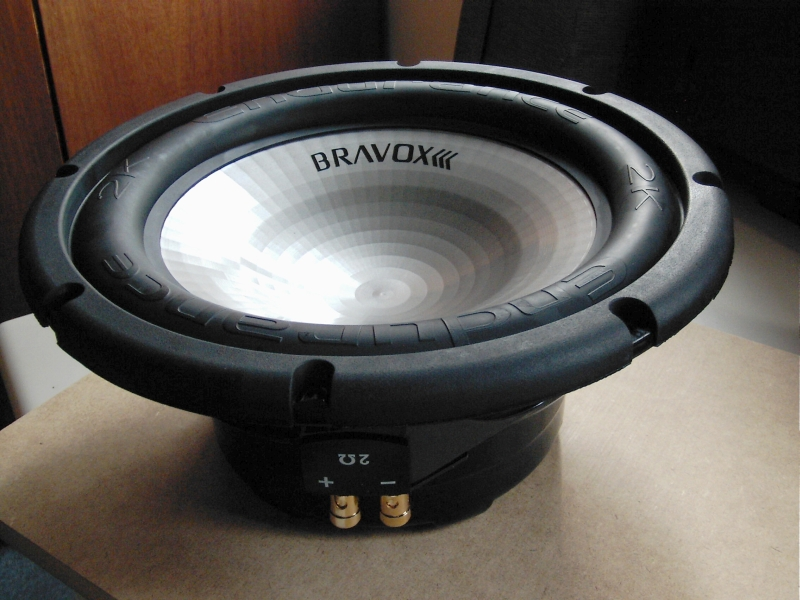
Un boomer (ou woofer) de 12 pouces (30.5 cm) de diamètre, destiné à une utilisation automobile.

Un boomer, woofer, haut-parleur grave ou haut-parleur de graves, est un haut-parleur ayant pour fonction de reproduire les basses fréquences (sons graves situés entre 20 et 500 Hz approximativement).

## Étymologie
Les mots « boomer » et « woofer » proviennent des verbes anglais « to boom » (gronder) et « to woof » (aboyer) eux-mêmes définis à partir d'onomatopées représentant, respectivement, les sonorités un bruit sourd (« boom ») et d'un chien aboyant (« woof »).

## Description

### Caractéristiques

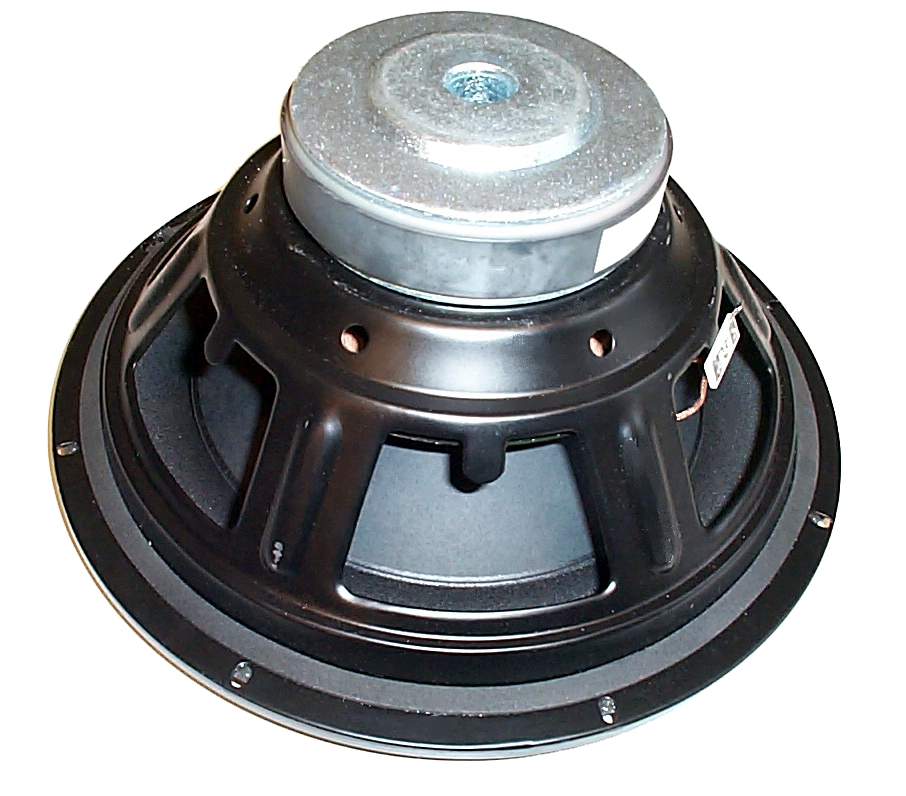
L'arrière d'un boomer de 12 pouces.

Les boomers sont généralement des haut-parleurs électrodynamiques mais, contrairement à une opinion très répandue, ils ne sont pas forcément de grand diamètre. Rien n'interdit de reproduire du grave avec un petit haut-parleur adapté à cet usage. Ce sont ses caractéristiques techniques qui déterminent si un haut-parleur peut reproduire du grave, pas son diamètre. En revanche, toutes choses égales, dans le grave un petit haut-parleur ne pourra fournir qu'un niveau sonore limité. Ce niveau est toutefois suffisant dans de nombreux usages. Les haut-parleurs de fort diamètre (200 à 460 mm pour les productions courantes, plus avec certaines réalisations exceptionnelles) permettent d'atteindre des niveaux très élevés, indispensables dans nombre d'utilisations.

### Enceinte hi-fi
Lorsqu'ils entrent dans la composition des enceintes acoustiques, les boomers sont toujours associés à d'autres haut-parleurs (médium, tweeter) pour la restitution des fréquences qu'ils ne peuvent pas reproduire.
Le boomer peut être complété par un subwoofer pour la restitution des sons les plus graves. Ceci est assez courant, par exemple dans les installations de home cinemas (cinémas maison), sous la forme d'un caisson de graves, ou subwoofer.